# New World Pasta
Das US-amerikanische Unternehmen New World Pasta ist einer der führenden Pastahersteller mit Sitz in Harrisburg (Pennsylvania). Produziert wird in den USA in Fresno (Kalifornien), St. Louis (Missouri) und Winchester (Virginia) und in Kanada in Montreal.

## Geschichte
New World Pasta übernahm 1998 von der Hershey Foods Corporation deren Pastasparte mit den Marken Ronzoni und San Giorgio für 450 Millionen Dollar.

Im Frühherbst 2001 kündigte New World Pasta an, dass 227 Arbeitsplätze verloren gehen. Die Produktionsstandorte in Lebanon (Pennsylvania) und in Omaha wurden zum 31. März 2002 geschlossen.
Im Jahr 2001 wurde für 43,1 Millionen Dollar die Akquise der Nudelsparte von Borden Foods Corporation, die im Jahr 2000 einen Umsatz von 210 Millionen Dollar erzielte, vollzogen. Die Sparte produzierte mit 1000 Mitarbeitern an sechs Standorten (jeweils zwei in Kanada, Italien und USA).
2004 musste New World Pasta unter den Schutzmantel von Chapter 11 des amerikanischen Insolvenzrechts gestellt werden. Die Investmentgesellschaft JLL Partners hielt zu diesem Zeitpunkt 80 % des Aktienkapitals.
Seit dem 9. Juni 2006 ist New World Pasta ein Tochterunternehmen von Ebro Foods SA. Damit wuchs der Umsatz von Ebro Puleva in Nordamerika auf über 600 Millionen Dollar. Zu diesem Zeitpunkt verfügte New World Pasta über einen Marktanteil von 28,5 % in den USA und 40,9 % in Kanada. New World Pasta erzielte dabei einen Umsatz von knapp 304 Millionen Dollar im Jahr 2005.
Im Dezember 2011 erwarb New World Pasta die Marken No Yolks und Wacky Mac des Unternehmens Strom Products für 50 Millionen Dollar. Die beiden Marken waren 1976 auf den Markt gebracht worden. No Yolks spricht den gesundheitsbewussten Käufer an und hat einen Marktanteil von 15,6 % in den Vereinigten Staaten und 29,4 % in Kanada. Wacky Mac ist eher für den „trendigen“ Käufer, die Produkte gibt es in verschiedenen Farben. Gemeinsam erzielten die Marken 2011 einen Umsatz von 37,5 Millionen Dollar. Der Kauf wurde am 31. Dezember 2011 abgeschlossen.
Zum 1. Januar 2017 fusionierte die New World Pasta mit der American Rice Inc. zu Riviana Foods Inc.

## Marken

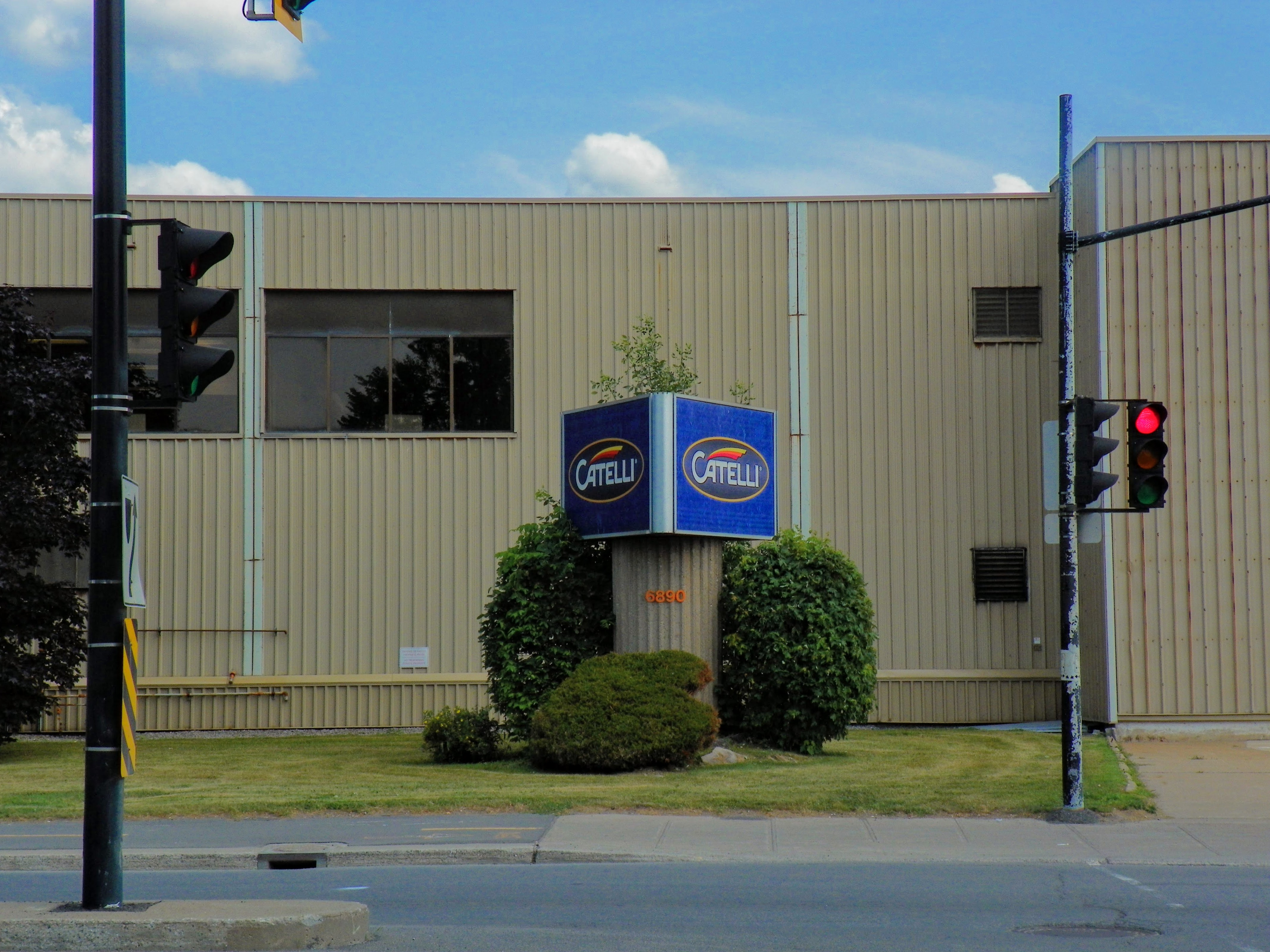
Catelli Nudelnfabrik im Hafen von Montreal.

- Ronzoni (USA)
- San Giorgio (USA)
- Skinner (USA)
- American Beauty (USA)
- Prince (USA)
- Creamette (USA)
- Catelli (Kanada)
- Lancia (Kanada)